# Густавус (Аляска)
Густавус (англ. Gustavus) — місто (англ. city) в США, в окрузі Гуна-Ангун штату Аляска. Населення — 655 осіб (2020).

## Географія
Густавус розташований за координатами 58°25′21″ пн. ш. 135°45′47″ зх. д. / 58.42250° пн. ш. 135.76306° зх. д. (58.422404, -135.763035).  За даними Бюро перепису населення США в 2010 році місто мало площу 95,67 км², з яких 84,99 км² — суходіл та 10,68 км² — водойми. В 2017 році площа становила 147,53 км², з яких 94,17 км² — суходіл та 53,37 км² — водойми.

### Клімат
| Клімат : Густавус       | Клімат : Густавус | Клімат : Густавус | Клімат : Густавус | Клімат : Густавус | Клімат : Густавус | Клімат : Густавус | Клімат : Густавус | Клімат : Густавус | Клімат : Густавус | Клімат : Густавус | Клімат : Густавус | Клімат : Густавус | Клімат : Густавус |
| Показник                | Січ.              | Лют.              | Бер.              | Квіт.             | Трав.             | Черв.             | Лип.              | Серп.             | Вер.              | Жовт.             | Лист.             | Груд.             | Рік               |
| Абсолютний максимум, °C | 12,2              | 13,9              | 15,6              | 21,1              | 26,7              | 31,1              | 30,6              | 30,6              | 23,9              | 18,3              | 14,4              | 11,1              | 31,1              |
| Середній максимум, °C   | −0,9              | 2,1               | 3,7               | 8,9               | 12,9              | 16,1              | 17,4              | 17,2              | 13,9              | 8,7               | 3,3               | 1,0               | 8,7               |
| Середній мінімум, °C    | −7,2              | −5                | −4                | −0,3              | 3,2               | 6,7               | 8,9               | 8,3               | 5,5               | 2,0               | −2,6              | −4,3              | 0,9               |
| Абсолютний мінімум, °C  | −28,9             | −26,7             | −25               | −16,1             | −10               | −3,9              | −0,6              | −2,2              | −5,6              | −16,7             | −26,1             | −29,4             | −29,4             |
| Норма опадів, мм        | 112               | 93                | 74                | 64                | 72                | 65                | 97                | 125               | 183               | 218               | 158               | 153               | 1415              |
| Днів з опадами          | 17                | 16                | 16                | 16                | 17                | 15                | 17                | 18                | 21                | 24                | 20                | 20                | 217,0             |
| ----------------------- | ----------------- | ----------------- | ----------------- | ----------------- | ----------------- | ----------------- | ----------------- | ----------------- | ----------------- | ----------------- | ----------------- | ----------------- | ----------------- |
| Джерело:                |                   |                   |                   |                   |                   |                   |                   |                   |                   |                   |                   |                   |                   |

## Демографія
Згідно з переписом 2010 року, у місті мешкали 442 особи в 212 домогосподарствах у складі 126 родин. Густота населення становила 5 осіб/км².  Було 488 помешкань (5/км²).
Расовий склад населення:
| - 91,4 % — білих - 2,7 % — корінних американців - 1,1 % — азіатів - 0,2 % — вихідців з тихоокеанських островів |

До двох чи більше рас належало 4,3 %. Частка іспаномовних становила 1,6 % від усіх жителів.
За віковим діапазоном населення розподілялося таким чином: 18,3 % — особи молодші 18 років, 69,0 % — особи у віці 18—64 років, 12,7 % — особи у віці 65 років та старші. Медіана віку мешканця становила 49,1 року. На 100 осіб жіночої статі у місті припадало 102,8 чоловіків;  на 100 жінок у віці від 18 років та старших — 113,6 чоловіків також старших 18 років.
Середній дохід на одне домашнє господарство  становив 72 946 доларів США (медіана — 57 639), а середній дохід на одну сім'ю — 96 478 доларів (медіана — 91 094). За межею бідності перебувало 8,1 % осіб, у тому числі 11,8 % дітей у віці до 18 років та 0,0 % осіб у віці 65 років та старших.
Цивільне працевлаштоване населення становило 296 осіб. Основні галузі зайнятості: освіта, охорона здоров'я та соціальна допомога — 21,3 %, мистецтво, розваги та відпочинок — 20,3 %, будівництво — 11,8 %, транспорт — 10,5 %.